# C/1989 A1 Yanaka
C/1989 A1 (Yanaka) è una cometa non periodica scoperta il 1º gennaio 1989 dall'astrofilo giapponese Tetsuo Yanaka .